# 興隆大街駅
興隆大街駅（こうりゅうだいがいえき）は中華人民共和国江蘇省南京市建鄴区興隆大街と江東中路の交差点にある、南京地下鉄2号線の駅である。

## 歴史
- 2010年5月28日2号線の駅として開業。

## 隣の駅
南京地下鉄
■2号線
奥体東駅(五輪競技場東駅) - 興隆大街駅 - 集慶門大街駅